# 赤黄箸

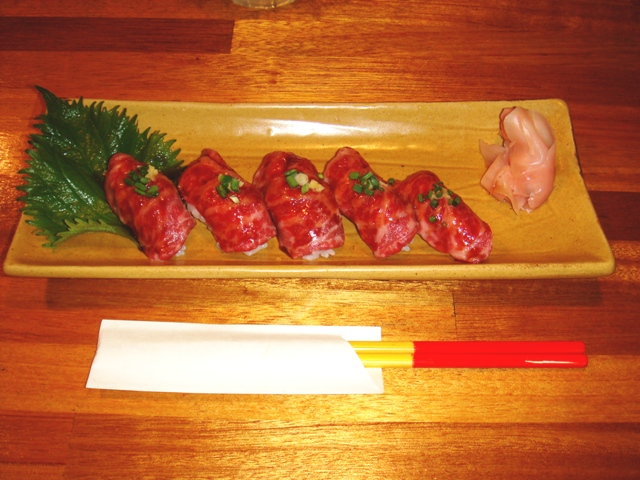
寿司に添えられた赤黄箸

赤黄箸（あかきばし）は赤と黄色に塗り分けられた沖縄の伝統的な竹製の塗り箸。沖縄の伝統的な箸（うめーし）の代表とされる。

## 概要
本来は手元の部分に滑り止め防止のために赤い漆、箸先には抗菌作用があるといわれるウコンで黄色に塗られた箸で、第二次世界大戦後に沖縄で普及した。起源は分からない点が多い。
赤黄箸は鹿児島県の工場で手作業で生産されるだけになっていたが、2019年6月に廃業したため生産が中止となった。その後、那覇市制100周年を記念して2021年5月から沖縄県内で生産された赤黄箸の販売が開始され復活した。